# Yuji Miyahara
Yuji Miyahara (宮原 裕司 Miyahara Yuji?), född 19 juli 1980 i Fukuoka prefektur, är en japansk före detta fotbollsspelare.
Miyahara började sin karriär 1999 i Nagoya Grampus Eight. Efter Nagoya Grampus Eight spelade han för Avispa Fukuoka, Sagan Tosu, Cerezo Osaka och Ehime FC. Han avslutade karriären 2009.